# Lydia (artist)
Lydia Rodríguez Fernández, född 15 januari 1980 i Madrid, är en spansk sångerska. Hennes artistnamn är Lydia.
Lydia kommer från en musikalisk familj. Då hon var 16 år spelade hon in en singel där en av låtarna tillägnades Alejandro Sanz. Efter det spelade hon in ett album som såldes i över 100 000 exemplar. Platinaskivan delades ut av Sanz.
Två år senare kom hennes andra album, Cien veces al día. 1999 representerade hon Spanien i Eurovision Song Contest i Jerusalem, med låten "No quiero esuchar". Lydia fick endast en poäng och slutade sist i tävlingen. Efter tävlingen gavs en ny version av albumet Cien veces al día ut som kompletterades med hennes bidrag i Eurovision Song Contest.

## Diskografi
- 1996 Lydia
- 1998 Cien veces al día
- 1999 Cien veces al día Edición Eurovisión
- 1999 Lydia: el tacto de tu piel y otros grandes éxitos
- 2002 Si no me pides la vida
- 2002 Discografía básica
- 2003 Lydia: grandes éxitos